# Paddy and the Rats
Paddy and the Rats est un groupe hongrois de punk celtique, originaire de Miskolc. Le groupe est formé en 2008 par Paddy O'Reilly (écriture et chant), Vince Murphy (bassiste) et Joey MacOnkay (guitare électrique). Seamus Connelly (batterie), Sonny Sullivan (accordéon) et Sam McKenzie (violon, sifflets irlandais, cornemuses et mandoline) ont depuis rejoint le groupe. 
Le groupe écrit et interprète principalement des chansons irlandaises et folkloriques, mais incorpore également des éléments punk rock, russes, tziganes et polka. 

## Histoire
En 2010 sort, le premier album du groupe, Rats on Board. L'album rencontre un grand succès en Hongrie et en dehors, remportant la deuxième place au prix du meilleur album du portail du rock celtique. En 2010, ils étaient le groupe hongrois le plus téléchargé sur iTunes. En 2011 sort, le deuxième album Hymns For Bastards puis en 2012 Tales from the Docks. La même année, Sonny Sullivan quitte le groupe remplacé par Bernie Bellamy.   
Le 7 septembre 2015, sort le quatrième album, Lonely Hearts' Boulevard. Paddy déclare alors que l'album est plus expérimental et plus sombre que son précédent et souhaite un titre qui le montre. Le titre est également influencé par la chanson Boulevard of Broken Dreams de Green Day. Le 7 juin 2017, sort le cinquième album Riot City Outlaws sur lequel ils travaillent avec le producteur, Cameron Webb. Le 12 janvier 2018, le groupe signe avec Napalm Records.
En janvier 2022, ils annoncent le décès de leur accordéoniste Bernie Bellamy (Bernát Babicsek).

## Discographie
- 2009 : Rats on Board
- 2011 : Hymns for Bastards
- 2012 : Tales from the Docks
- 2012 : The Captain's Dead
- 2015 : Lonely Hearts' Boulevard
- 2018 : Riot City Outlaws
- 2022 : From Wasteland to Wonderland